# Auguste Dumon
Pour les articles homonymes, voir Dumon.
Auguste-Joseph Dumon, né le 30 avril 1819 à Tournai et mort le 20 septembre 1892 à Bruxelles, est un militaire, financier et homme politique belge.

## Biographie
Il est le fils d'Augustin Dumon-Dumortier, le frère de Henri Dumon et le beau-frère d'Augustin Licot de Nismes.

## Fonctions et mandats
- Membre de la Chambre des représentants de Belgique par l'arrondissement de Tournai : 1849-1857
- Secrétaire de la Chambre des représentants de Belgique : 1852-1855
- Ministre des Travaux publics : 1855-1857
- Administrateur de La Royale Belge, S.A. d'Assurances sur la Vie : 1857-1881
- Administrateur de la S.A. pour la Fabrication de l'Acier par les procédés Chenot en France : 1859
- Administrateur de la S.A. de Construction de Tubize : 1863-1876
- Administrateur de la Compagnie Immobilière de Belgique : 1863-1865
- Administrateur de la S.A. des Carrières de Porphyre de Quenast : 1864
- Administrateur de la Société du Chemin de Fer de Lokeren à la frontière des Pays-Bas par Zelzaete : 1864-1875
- Président de la Banque de l'Union : 1864-1876
- Administrateur de l'Union du Crédit d'Anvers : 1864
- Administrateur de la Société Générale d'Exploitation de Chemins de Fer : 1864-1865
- Président de la Compagnie du Canal de la Lys à l'Yperlée : 1865
- Président de la Société générale d'exploitation de chemins de fer : 1867-1873
- Président de la S.A. des Carrières de Porphyre de Quenast : 1873
- Administrateur de la S.A. des Tramways Liégeois : 1875-1882

## Sources
- Le Parlement belge, p. 283
- J. Stengers, J.-L. De Paepe, M. Gruman, Index des éligibles au Sénat (1831-1893), Brussel, 1975.
- J. Laureyssens, Industriële naamloze vennootschappen in België, 1819-1857, in: "Cahiers du Centre interuniversitaire d'Histoire contemporaine", t. 78, 1975, p. 624.
- G. Jacquemyns, Langrand-Dumonceau, promoteur d'une puissance financière catholique, t. 1, Brussel, 1960, p. 90.